# Йерлии
Йерлиите (от турски: yerli, „местен“) е една от главните подгрупи на циганите в България, включваща мнозинството от тях. Наименованието йерлии е екзоним, който не се използва от самите тях, но ги разграничава от заселниците от циганската миграционна вълна от Румъния в края на XIX век, които до 50-те години на XX век остават чергари, докато йерлиите водят уседнал живот в страната още от Османската епоха.
Самите йерлиите не се смятат за единна група, а се идентифицират преди всичко с едно от двете отчетливо обособени според традиционната религия подразделения – на българските цигани (дасикане рома), които са традиционно православни, и на турските цигани (хорахане рома), които са традиционно мюсюлмани. Днес и в двете общности има значителен брой протестанти и нерелигиозни, а след Освобождението част от циганите мюсюлмани преминават към християнството.
До средата на XX век в София и Дупница има и малка общност на йерлии, наречена жутане рома (буквално „еврейски цигани“). Гръбнакът на общността са потомците на еврейски жени, които се омъжват за цигани, които приемат юдаизма. В София тогава живеят над 100 циганско-еврейски семейства, в района на улица „Средна гора“. След Холокоста голяма част от тях заминават за Израел, но няколко семейства остават в България.
Към йерлиите се отнася и групата на влахичките (също влахоря, лахо, лахории), които се идват на Балканите от Влашко и Молдова през XVII – XVIII век, говорейки старовлашки диалект на циганския. Сред тях има както християни, така и мюсюлмани, като днес повечето са изцяло асимилирани съответно в групите на българските и турските цигани.